# Morpho epistrophus
Morpho epistrophus é uma borboleta neotropical da família Nymphalidae, subfamília Satyrinae e tribo Morphini, descrita em 1796 por Johan Christian Fabricius e com subespécies distribuídas pelo Brasil (Pernambuco, Espírito Santo, Rio de Janeiro, Mato Grosso, Minas Gerais[carece de fontes?], São Paulo, Paraná, Santa Catarina, Rio Grande do Sul), Paraguai, Uruguai e Argentina. Visto por cima, o padrão básico da espécie (macho) apresenta asas translúcidas de coloração azul pálido com as pontas das asas anteriores de coloração enegrecida e com desenhos característicos de mesma tonalidade em sua superfície. Vista por baixo, apresenta asas de igual coloração, onde se destaca uma sequência de seis ocelos com anéis de coloração amarela nas asas posteriores. Tais ocelos podem ser atrofiados, quase formando uma linha, ou até mesmo em forma de meia-lua. O dimorfismo sexual é acentuado, com as fêmeas maiores, menos frequentes e com asas apresentando marcações marmoreadas no verso. Atingem pouco mais de dez centímetros (macho) a 13.5 centímetros (fêmea) de envergadura. Segundo Eurico Santos, Ferreira de Almeida, em lotes que criou desta borboleta, sempre encontrou a proporção de 100 machos para cada fêmea. Lagartas de coloração avermelhada, de vida gregária em grupos de 50 a 70 indivíduos.

## Nomenclatura e alimentação das lagartas
Os seguintes nomes vernáculos são citados para esta espécie: "Bandera argentina" (em espanhol), "Azulão", "Janeira" e "Borboleta-da-coronilha" (em português).[carece de fontes?] "Azulão" é uma referência à cor das asas da espécie e "Borboleta-da-coronilha" é uma referência ao fato de, no estágio de lagarta, a espécie se alimentar de folhas de uma planta do gênero Scutia, conhecida por "Coronilha" (Scutia buxifolia); mas também alimentando-se de folhas de Inga uruguensis, Lonchocarpus nitidus, Acacia longifolia, "Branquilho", "Camboatá" e "Cocão". Outra denominação é "Borboleta-branca-azulada" ou simplesmente "Borboleta-branca".

## Hábitos
Adrian Hoskins cita que a maioria das espécies de Morpho, quando adultas, passa as manhãs patrulhando trilhas ao longo dos cursos de córregos e rios. Nas tardes quentes e ensolaradas, às vezes, podem ser encontradas absorvendo a umidade da areia, visitando seiva a correr de troncos ou alimentando-se de frutos em fermentação. Segundo Otero, M. epistrophus, tanto na obsoleta denominação de Morpho catenarius (Perry, 1811) quanto na de Morpho laertes (Drury, 1782), voa durante os meses do verão; afirmando que esta última é ávida por sugar os frutos de Artocarpus heterophyllus (a "Jaqueira").

## Subespécies
M. epistrophus possui quatro subespécies:
- Morpho epistrophus epistrophus - Descrita por Fabricius em 1796, de exemplar proveniente do Brasil.[9]
- Morpho epistrophus catenaria - Descrita por Perry em 1811, de exemplar proveniente do Brasil.[8]
- Morpho epistrophus argentinus - Descrita por Fruhstorfer em 1907, de exemplar proveniente do Paraguai.[20]
- Morpho epistrophus titei - Descrita por Le Moult & Réal em 1962, de exemplar proveniente do Paraguai.[21]